# Videojoc d'estratègia en temps real

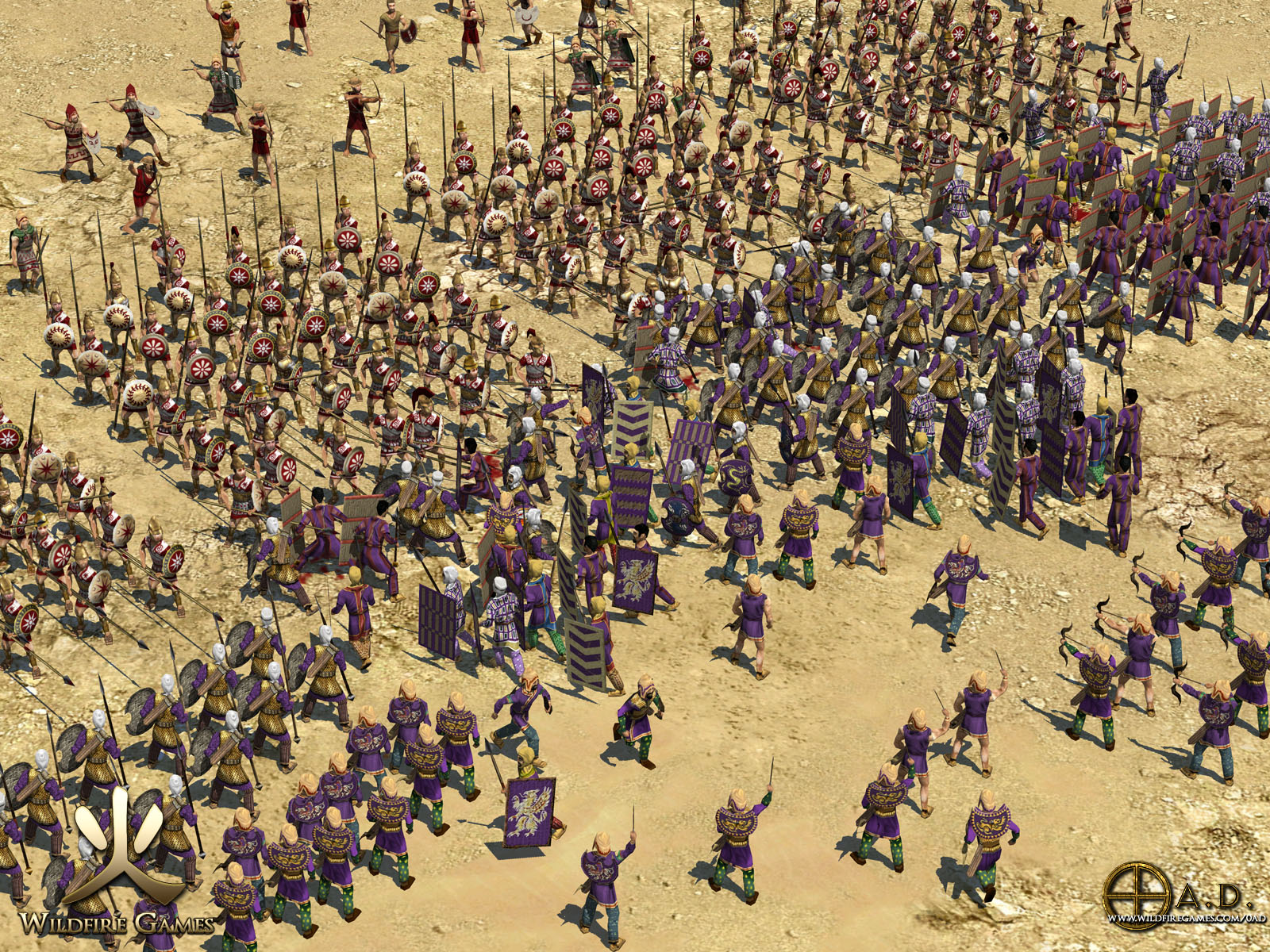
0 A.D., un joc d'estratègia en temps real.

L'estratègia en temps real (en anglès real-time strategy, sovint abreviat RTS), és un gènere de videojocs caracteritzats per jocs de guerra que es recreen en un temps real, i no pas com pot ser l'estratègia per torns.
També es caracteritza per tenir el poder sobre la construcció, el desenvolupament tecnològic i el control directe individual sobre totes les unitats i/o components del videojoc.
Una variant en són els anomenats MMORTS, videojocs massius d'estratègia on els jugadors competeixen en un servidor i s'incorporen en diferents moments del desenvolupament general.
Alguns jocs destacables del gènere són:
- Utopia, considerat un dels pares del seu tipus de joc
- First Queen, on es barregen elements de rol
- Mega Lo Mania, en el qual apareixien arbres de desenvolupament teconòlogic complexos
- Dune II, l'explosió popular del gènere
- Age of Empires on es barrejaven elements de diferent subgèneres d'estratègia dins una saga de força èxit[2][3]

## Història

### Orígens
El gènere reconegut avui com a "estratègia en temps real" va sorgir d'un llarg període d'evolució i perfeccionament. Els jocs de vegades percebuts com a avantpassats del gènere d'estratègia en temps real mai es van comercialitzar ni dissenyar com a tal. Com a resultat, designar títols d'"estratègia en temps real primerencs" és problemàtic perquè aquests jocs s'estan mantenint segons els estàndards moderns. El gènere va evolucionar inicialment per separat al Regne Unit, Japó i Amèrica del Nord, després es va fusionar gradualment en una tradició mundial unificada.
Tim Barry el maig de 1981 va descriure a InfoWorld un joc espacial d'estratègia multijugador en temps real que funcionava ("i probablement encara ho és") en un IBM System/370 Model 168 a una gran empresa de l'àrea de la badia de San Francisco. Va afirmar que tenia "molt millor suport que molts dels programes d'aplicació utilitzats en el negoci", amb un manual publicat i una programació regular. Comparant la seva complexitat amb Dallas, Barry va recordar que "quan el joc es va restaurar a les 17:00, es va aturar molta feina habitual".
Ars Technica remunta les arrels del gènere a Utopia (1981), citant-lo com el "naixement d'un gènere", amb un "element en temps real" que era "pràcticament inaudit"., convertint-lo així en "probablement el primer avantpassat del gènere d'estratègia en temps real". Segons Ars Technica, Utopia era un joc d'estratègia per torns amb elements híbrids que s'executaven "en temps real, però els esdeveniments passaven en un cicle normal per torns". Segons Brett Weiss, Utopia es cita sovint com "el primer joc d'estratègia en temps real". Segons Matt Barton i Bill Loguidice, Utopia "va ajudar a establir la plantilla" per al gènere, però té "més en comú amb SimCity que amb Dune II i els jocs RTS posteriors". Allgame va incloure War of Nerves com el joc d'"estratègia en temps real 2D" més antic. Barton també cita Cytron Masters (1982), dient que va ser "un dels primers (si no el primer) joc d'estratègia en temps real [sic]". D'altra banda, Scott Sharkey de 1UP argumenta que, tot i que Cytron Masters "va tocava l'estratègia en temps real", era "molt més tàctic que estratègic" a causa de "la incapacitat per construir unitats o gestionar recursos". BYTE el desembre de 1982 es va publicar com a programa d'introducció de Conquesta còsmica de l'Apple II. Guanyador del concurs anual de jocs de la revista, l'autor el va descriure com un "joc per a un sol jugador d'acció en temps real i presa de decisions estratègiques". La revista el va descriure com "un joc d'estratègia espacial en temps real". El joc té elements de gestió de recursos i wargaming.
Al Regne Unit, els primers jocs d'estratègia en temps real són Stonkers de John Gibson, publicat el 1983 per Imagine Software per a ZX Spectrum, i Nether Earth per a ZX Spectrum el 1987. A l'Amèrica del Nord, el joc més antic classificat retrospectivament com a estratègia en temps real per diverses fonts és The Ancient Art of War (1984), dissenyat per Dave i Barry Murry d'Evryware, seguit de The Ancient Art of War at Sea en 1987.
Al Japó, el més antic és Bokosuka Wars (1983), un primer RPG d'estratègia (o "RPG de simulació"); el joc gira al voltant del jugador que lidera un exèrcit a través d'un camp de batalla contra les forces enemigues en temps real mentre recluta/genuen soldats pel camí, per la qual cosa Ray Barnholt de 1UP.com considera que és un primer prototip de joc d'estratègia del temps real. Un altre títol primerenc amb elements d'estratègia en temps real és Gain Ground (1988), de Sega, un videojoc d'acció d'estratègia que consistia a dirigir un conjunt de tropes a través de diversos nivells plens d'enemics. Herzog (1988) de TechnoSoft es considera un precursor del gènere d'estratègia en temps real, essent el predecessor de Herzog Zwei i una mica de naturalesa semblant, encara que primitiva en comparació.
IGN cita Herzog Zwei, llançat per a la consola domèstica Sega Mega Drive/Genesis el 1989 com "probablement el primer joc RTS de la història", i sovint es cita com "el primer joc d'estratègia en temps real" segons Ars Technica. Combina un joc d'estratègia tradicional amb un videojoc d'acció d'estil joc d'arcade de ritme ràpid i totalment en temps real, amb un mode de pantalla dividida per a dos jugadors on els dos jugadors estan en acció simultàniament i no hi ha pauses mentre es prenen decisions, cosa que obliga els jugadors a pensar ràpidament mentre està en moviment. A Herzog Zwei, tot i que el jugador només controla una unitat, la forma de control presagiava la mecànica d'apuntar i fer clic de jocs posteriors. Scott Sharkey d'1UP argumenta que va introduir gran part de les convencions del gènere, inclosa la construcció d'unitats i la gestió de recursos, amb el control i la destrucció de bases com un aspecte important del joc, així com els aspectes econòmics i de producció d'aquestes bases. Herzog Zwei és acreditat per 1UP com una fita que va definir el gènere i com "el progenitor de tots els jocs d'estratègia moderns en temps real". Chuck Sperry va citar Herzog Zwei com a influència en Dune II.
També són notables els primers jocs com Mega-Lo-Mania de Sensible Software (1991) i Supremacy (també anomenat Overlord - 1990). Tot i que aquests dos no tenien control directe de les unitats militars, tots dos oferien un control considerable de la gestió dels recursos i dels sistemes econòmics. A més, Mega Lo Mania té un arbre tecnològic avançat que determinen les destreses ofensives i defensives. Un altre joc inicial (1988), Carrier Command de Realtime Games Software, implicava respostes en temps real als esdeveniments del joc, requerint la gestió dels recursos i el control dels vehicles. El primer joc SimAnt de Maxis (1991) tenia recursos per reunir i controlar un exèrcit atacant fent-los seguir una unitat principal. No obstant això, va ser amb el llançament de Dune II de Westwood Studios (1992) que l'estratègia en temps real va ser reconeguda com un gènere diferent de videojocs.

### 1992–1998: Títols seminals
Tot i que els jocs d'estratègia en temps real tenen una àmplia història, alguns títols han servit per definir la percepció popular del gènere i les expectatives dels títols d'estratègia en temps real més que d'altres en particular els jocs llançats entre 1992 i 1998 per Westwood Studios i Blizzard Entertainment.
A part de la influència de Herzog Zwei, Populous, Eye of the Beholder, i la interfície d'usuari de Macintosh, el Dune II: The Building of a Dynasty (1992) de Westwood presentava tots els conceptes bàsics i la mecànica dels jocs d'estratègia en temps real moderns que encara s'utilitzen avui dia. com utilitzar el ratolí per moure unitats i reunir recursos, i com a tal va servir com a prototip per a posteriors jocs d'estratègia en temps real. Segons el seu codissenyador i programador principal, Joe Bostic, un "avantatge respecte a Herzog Zwei és que teníem l'avantatge d'un ratolí i un teclat. Això facilitava molt el control precís del jugador, que permetia al jugador donar ordres a unitats individuals. El ratolí i el control directe que permetia, van ser fonamentals per fer possible el gènere RTS".
L'èxit de Dune II va animar diversos jocs que es van fer influents per dret propi. Warcraft: Orcs & Humans (1994) va aconseguir un gran protagonisme en el seu llançament, en part a causa del seu ús d'un escenari fantàstic i també a la seva representació d'una gran varietat d'edificis (com ara granges) que s'aproximaven a una societat fictícia completa, no només a una força militar. Command & Conquer (1995), així com Command & Conquer: Red Alert (1996), es van convertir en els primers jocs RTS més populars. Aquests dos jocs van lluitar amb Warcraft II: Tides of Darkness després del seu llançament a finals de 1995.
Total Annihilation, llançat per Cavedog Entertainment el 1997, va introduir unitats i terrenys 3D i es va centrar en grans batalles que posaven èmfasi en macrogestió per sobre de la microgestió. Presentava una interfície simplificada que influiria en molts jocs RTS en anys posteriors. Age of Empires, llançat per Ensemble Studios el 1997 va intentar posar un joc a un ritme més lent, combinant elements de Civilization amb el concepte d'estratègia en temps real introduint edats de tecnologies. L'any 1998, Blizzard va llançar el joc StarCraft, que es va convertir en un fenomen internacional i encara es juga a les grans lligues professionals fins avui. En conjunt, tots aquests jocs van definir el gènere, proporcionant el punt de referència "de facto" amb el qual es mesuren els nous jocs d'estratègia en temps real.

### 1995–2003: Refinament i transició al 3D
El gènere d'estratègia en temps real ha estat relativament estable des de 1995. Les addicions al concepte del gènere en els jocs més nous tendeixen a emfatitzar més els elements bàsics de RTS (màxims d'unitats més alts, més tipus d'unitats, mapes més grans, etc.). Més que les innovacions en el concepte de joc, els nous jocs se centren generalment a perfeccionar aspectes dels predecessors d'èxit. Total Annihilation de Cavedog de 1997 va introduir les primeres unitats i terrenys 3D en jocs d'estratègia en temps real. El focus d′Age of Empires en l'entorn històric i l'avenç de l'edat es va perfeccionar encara més amb la seva seqüela, Age of Empires II: Age of Kings, i per Empire Earth d'Stainless Steel Studios el 2001. La sèrie Cossacks de GSC Game World va portar límits de població a desenes de milers.
Dungeon Keeper (1997), Populous: The Beginning (1998), Jeff Wayne's The War of the Worlds (1998), Warzone 2100 (1999), Machines (1999), Homeworld (1999) i Dark Reign 2 (2000) van ser dels primers títols d'estratègia en temps real completament en 3D. Homeworld presentava un entorn 3D a l'espai, per tant permetia el moviment en totes direccions, una característica que la seva semi-seqüela, Homeworld Cataclysm (2000) va continuar construint amb l'addició de característiques com ara waypoints. Homeworld 2, llançat el 2003, va simplificar el moviment en l'entorn 3D de 360°. A més, Machines, que també es va llançar el 1999 i presentava un entorn gairebé 100% 3D, va intentar combinar el gènere RTS amb un gènere de trets en primera persona (FPS), tot i que no va ser un títol especialment reeixit. Aquests jocs van ser seguits per un breu període d'interès en jocs d'estratègia experimental com ara Allegiance (2000). The War of the Worlds de Jeff Wayne va destacar per ser un dels pocs jocs de RTS completament no lineals que s'han produït.
Només l'any 2002 aproximadament l'estratègia 3D en temps real es va convertir en l'estàndard, amb Warcraft III (2002) i Age of Mythology (2002) d'Ensemble Studio. en un motor de joc 3D complet. Kohan: Immortal Sovereigns va introduir elements clàssics de wargame, com ara les línies de subministrament al gènere. Battle Realms (2001) va ser un altre joc complet en 3D, però tenia vistes de càmera limitades.
El pas del 2D al 3D ha estat criticat en alguns casos. Els problemes amb el control de la càmera i la col·locació dels objectes s'han citat com a problemes.

### 2004–present: Especialització i evolució
Alguns jocs han experimentat amb la diversificació del disseny de mapes, que continua essent en gran part bidimensional fins i tot en motors 3D. Earth 2150 (2000) va permetre a les unitats fer túnels sota terra, creant efectivament un mapa de doble capa; Els mapes de tres capes (òrbita-superfície-soterrada) es van introduir a Metal Fatigue. A més, les unitats fins i tot es podrien transportar a mapes completament separats, amb cada mapa amb la seva pròpia finestra a la interfície d'usuari. Three Kingdoms: Fate of the Dragon (2001) va oferir un model més senzill: el mapa principal conté ubicacions que s'expandeixen als seus propis mapes. En aquests exemples, però, el joc era essencialment idèntic independentment de la capa del mapa en qüestió. Dragonshard (2005) va emfatitzar els seus mapes de doble capa col·locant un dels dos recursos principals del joc a cada mapa, fent que l'exploració i el control d'ambdós mapes fossin fonamentalment valuosos.
Relativament pocs gèneres han sorgit dels jocs d'estratègia en temps real o en competència amb ells, tot i que els tàctics en temps real (RTT), un gènere superficialment similar, va sorgir al voltant de 1995. El 1998, Activision va intentar combinar el Gèneres d'estratègia en temps real i shooter en primera persona a Battlezone (1998), mentre que el 2002 Rage Games Limited ho va intentar amb els jocs de Hostile Waters. Les variants posteriors han inclòs Natural Selection (2002), una modificació del joc basada en el motor Half-Life, i el programari lliure Tremulous/Unvenquished. Savage: The Battle for Newerth (2003) va combinar els elements RPG i RTS en un joc en línia.
Alguns jocs, aprofitant la plantilla de tàctics en temps real (RTT), s'han centrat més en les tàctiques mentre minimitzen la gestió de recursos tradicional, en què les unitats designades recullen els recursos utilitzats per produir més unitats o edificis. Títols com Warhammer 40,000: Dawn of War (2004), Star Wars: Empire at War (2006) i Company of Heroes (2006) substitueixen el model tradicional de recollida de recursos per un sistema de punts de control estratègic, en el qual el control dels punts estratègics produeix punts de construcció/reforç. Ground Control (2000) va ser el primer joc d'aquest tipus a substituir unitats individuals per "esquadres".
Altres s'allunyen del model de joc d'estratègia tradicional en temps real amb l'addició d'altres elements de gènere. Un exemple és Sins of a Solar Empire (2008), publicat per Ironclad Games, que barreja elements de jocs de construcció d'imperi estel·lar a gran escala com Master of Orion  amb elements estratègics en temps real. Un altre exemple és el joc independent Achron (2011), que incorpora el viatge en el temps com a mecànica de joc, permetent a un jugador enviar unitats endavant o enrere en el temps.
Els jocs Multiplayer Online Battle Arena (MOBA) s'han originat com un subgènere dels jocs d'estratègia en temps real, però aquesta fusió d'estratègia en temps real, joc de rol i joc d'acció ha perdut molts elements tradicionals de RTS. Aquest tipus de jocs es van allunyar de la construcció d'estructures addicionals, la gestió de bases, la construcció de l'exèrcit i el control d'unitats addicionals. El mapa i les estructures principals de cada equip encara estan presents, i destruir l'estructura principal de l'enemic assegurarà la victòria com a condició de victòria definitiva. A diferència de l'RTS, un jugador té el control de l'única unitat poderosa, anomenada "heroi" o "campió", que avança de nivell, aprèn noves habilitats i creix en poder al llarg d'un partit. Els jugadors poden trobar diverses unitats amigues i enemigues al mapa en qualsevol moment ajudant a cada equip, però, aquestes unitats estan controlades per ordinador i els jugadors normalment no tenen control directe sobre el seu moviment i creació; en canvi, avancen per camins establerts. Defense of the Ancients (DotA), un mod de Warcraft III del 2003, i la seva seqüela independent Dota 2 (2013), així com League of Legends (2009), i Heroes of the Storm (2015), són els típics representants del nou subgènere de videojoc d'estratègia. L'experiodista de videojocs Luke Smith va anomenar DotA "el RTS definitiu".

## Jugabilitat
En un joc d'estratègia en temps real típic, la pantalla es divideix en una àrea de mapa que mostra el món del joc i el terreny, unitats i edificis, i una superposició d'interfície que conté controls de comandament i producció i sovint un "radar" o un "minimapa" general de tot el mapa. En general, al jugador se li dona una perspectiva isomètrica del món, o una càmera de roaming lliure des d'una vista aèria per als jocs 3D moderns. Els jugadors principalment es desplacen per la pantalla i emeten ordres amb el ratolí, i també poden utilitzar tecles de drecera.
El joc generalment consisteix en el fet que el jugador es col·loca en algun lloc del mapa amb unes poques unitats o un edifici capaç de construir altres unitats/edificis. Sovint, però no sempre, el jugador ha de construir estructures específiques per desbloquejar unitats més avançades a l'arbre tecnològic. Sovint, però no sempre, els jocs de RTS requereixen que el jugador construeixi un exèrcit (que va des d'esquadrons petits de no més de 2 unitats fins a, literalment, centenars d'unitats) i que els utilitzi per defensar-se d'una forma virtual d'atac d'ona humana o per eliminar enemics que posseeixen bases amb capacitats de producció d'unitats pròpies. De tant en tant, els jocs RTS tindran un nombre predeterminat d'unitats perquè el jugador pugui controlar i no permeten construir-ne d'altres.
La recopilació de recursos és habitualment l'objectiu principal dels jocs de RTS, però altres títols del gènere donen una major importància al joc a com s'utilitzen les unitats en combat (Z: Steel Soldiers, per exemple, atorga crèdits pel territori capturat en comptes de recursos reunits), l'exemple extrem dels quals són els jocs del gènere tàctica en temps real. Alguns títols imposen un sostre al nombre de tropes simultànies, la qual cosa es converteix en una consideració clau en el joc, un exemple significatiu és StarCraft, mentre que altres títols no tenen aquest límit d'unitats.

### Microgestió i macrogestió
La microgestió tracta de la necessitat constant d'un jugador de gestionar i mantenir unitats i recursos individuals a gran escala. D'altra banda, la macrogestió fa referència a la gestió per part d'un jugador de l'expansió econòmica i de les maniobres estratègiques a gran escala, donant temps al jugador per pensar i considerar possibles solucions. La microgestió implica l'ús de tàctiques de combat implicades en el present, mentre que la macrogestió considera l'escala més gran del joc en un intent de predir el futur.

### Crítica al joc

#### Per torns vs. en temps real
Ha sorgit un debat entre els fans de l'estratègia en temps real (RTS) i l'estratègia per torns (TBS) (i gèneres relacionats) basat en els mèrits dels sistemes en temps real i per torns. A causa de la seva naturalesa generalment més ràpida (i en alguns casos una corba d'aprenentatge més petita), els jocs d'estratègia en temps real han superat la popularitat dels jocs d'ordinador d'estratègia per torns. En el passat, una crítica comuna era considerar els jocs d'estratègia en temps real com "imitacions barates" dels jocs d'estratègia per torns, argumentant que els jocs d'estratègia en temps real tenien tendència a convertir-se en "clickfest" («festes de clics») en què el jugador que era més ràpid amb el ratolí generalment guanyava, perquè podien donar ordres a les seves unitats a un ritme més ràpid.
La rèplica habitual és que l'èxit implica no només fer clics ràpids, sinó també la capacitat de prendre decisions encertades sota pressió de temps. L'argument "clickfest" també s'expressa sovint al costat d'una crítica de "cangur de botons", que va assenyalar que es passa una gran part del temps del joc, ja sigui esperant i observant la pròxima vegada que es podria fer clic en un botó de producció, o alternant ràpidament entre diferents unitats i edificis, fent clic al seu botó respectiu.
Alguns títols intenten combinar els dos sistemes: per exemple, el joc de rol Fallout utilitza combats per torns i en temps real, mentre que els jocs d'estratègia en temps real Homeworld, Rise of Nations i les sèries de jocs de Total War i Hegemonia permeten al jugador aturar el joc i donar ordres. A més, la sèrie Total War té una combinació d'un mapa estratègic per torns amb un mapa de batalla en temps real. Un altre exemple de joc que combina jocs per torns i estratègia en temps real és The Lord of the Rings: The Battle for Middle-Earth II que permet als jugadors, en una Guerra de l'Anell, jugar un joc d'estratègia per torns, però també lluitar entre ells en temps real.

#### Tàctica vs. estratègia
Una segona crítica al gènere RTS és la importància de l'habilitat per sobre de l'estratègia en els jocs d'estratègia en temps real. La destresa manual i la capacitat de fer múltiples tasques i dividir l'atenció sovint es considera l'aspecte més important per tenir èxit en el gènere RTS. Segons Troy Dunniway, antic desenvolupador de Westwood que també ha treballat a Command and Conquer 3: Tiberium Wars, "Un jugador controla centenars d'unitats, desenes d'edificis i molts esdeveniments diferents que succeeixen simultàniament. Només hi ha un jugador, i només pot prestar atenció a una cosa alhora. Els jugadors experts poden canviar ràpidament entre moltes tasques diferents, mentre que els jugadors casuals tenen més problemes amb això".
Els jocs d'estratègia en temps real han estat criticats per una sobreabundància de consideracions tàctiques en comparació amb la quantitat de joc estratègic que es troba en aquests jocs. Segons Chris Taylor, dissenyador principal de Supreme Commander, va dir: "[El meu primer intent de visualitzar l'RTS d'una manera nova i interessant] va ser adonar-me que tot i que anomenem aquest gènere "Estratègia en temps real", s'hauria d'haver anomenat "Tàctiques en temps real" amb una mica d'estratègia." (a continuació, Taylor planteja que el seu propi joc ha superat aquest motlle en incloure elements addicionals d'abast estratègic més ampli)
En termes generals, l'estratègia militar es refereix a l'ús d'un ampli arsenal d'armes que inclou recursos diplomàtics, informatius, militars i econòmics, mentre que la tàctica militar es preocupa més per objectius a curt termini com ara guanyar una batalla individual. En el context dels videojocs d'estratègia, però, la diferència sovint es redueix als criteris més limitats de presència o absència de construcció de bases i producció d'unitats.
En un article per a Gamasutra, Nathan Toronto critica els jocs d'estratègia en temps real per tenir massa sovint un sol mitjà vàlid de victòria —el desgast— comparant-los desfavorablement amb els jocs de tàctiques en temps real. La consciència dels jugadors que l'única manera de guanyar o perdre és militarment fa que no responguin als gestos de diplomàcia. El resultat és que el guanyador d'un joc d'estratègia en temps real és massa sovint el millor tàctic en lloc del millor estratega. Troy Goodfellow contesta això dient que el problema no és que els jocs d'estratègia en temps real no tinguin estratègia (diu que el desgast és una forma d'estratègia), sinó que sovint tenen la "mateixa" estratègia: produir més ràpid del que es consumeix. També afirma que construir i gestionar exèrcits és la definició convencional d'estratègia en temps real, i que és injust fer comparacions amb altres gèneres.
En un article per a GameSpy, Mark Walker critica els jocs d'estratègia en temps real per la seva manca de tàctiques de combat, suggerint jocs de tàctiques en temps real com un substitut més adequat. També diu que els desenvolupadors han de començar a buscar noves idees fora del gènere per tal que els jocs d'estratègia continuïn tenint èxit en el futur.
Aquesta crítica ha donat lloc a un parell de dissenys híbrids que intenten resoldre els problemes. Els jocs de la sèrie Total War tenen una combinació d'un mapa d'estratègia (per torns) amb un mapa de batalla (en temps real), que permet al jugador concentrar-se en un o en l'altre. Els jocs de la sèrie Hegemony també combinen un mapa d'estratègia i un mapa de batalla (en temps real) i el jugador pot fer zoom en qualsevol moment i sense problemes entre tots dos.

#### Precipitar-se vs. planificar
Una tercera crítica comuna és que el joc en temps real sovint degenera en "rushes" on els jugadors intenten obtenir l'avantatge i, posteriorment, derrotar l'oponent tan ràpidament com es pugui en el joc, preferiblement abans de l'oponent és capaç de reaccionar amb èxit. Per exemple, l'original Command & Conquer va donar lloc a l'ara comuna tàctica "tank rush", on el resultat del joc sovint es decideix molt aviat per un jugador que guanya un avantatge inicial en recursos i produeix grans quantitats d'una unitat relativament potent però encara força barata, que es llança a l'oponent abans que hagin tingut temps d'establir defenses o producció. Tot i que aquesta estratègia ha estat criticada per fomentar la força aclaparadora sobre l'estratègia i les tàctiques, els defensors de l'estratègia argumenten que simplement s'estan aprofitant de les estratègies utilitzades i alguns argumenten que és una representació realista de la guerra. Una de les versions més infames d'un "rushing" és la "Zergling rush" del joc d'estratègia en temps real StarCraft, on el jugador Zerg transformaria un dels seus treballadors inicials (o el primer produït) a una piscina de generació immediatament i utilitzar tots els seus recursos per produir Zerglings, atacant quan en tinguin prou per aclaparar qualsevol defensa primerenca; de fet, el terme "zerging" s'ha convertit en sinònim de "rushing".
Des de llavors, alguns jocs han introduït dissenys que no es presten fàcilment al "rushing". Per exemple, la sèrie Hegemony va fer que la gestió del subministrament i dels recursos (temporals) fos part integral del seu joc, limitant així la ràpida expansió.

### A les consoles
Tot i que Herzog Zwei, un joc de consola, va establir les bases del gènere d'estratègia en temps real, els jocs RTS mai van guanyar popularitat a les consoles com ho van fer al PC. Els jocs d'estratègia en temps real fets per a consoles de videojocs han estat constantment criticats a causa dels seus esquemes de control, ja que es considera que el teclat i el ratolí de l'ordinador són superiors al comandament de videojoc d'una consola per al gènere. Així, els jocs RTS per a consoles domèstiques han tingut un èxit mixt. Scott Sharkey de 1UP assenyala que Herzog Zwei ja havia "oferit una solució gairebé perfecta al problema donant al jugador el control directe d'una única unitat potent i gairebé autonomia per a tota la resta" i es sorprèn "que més jocs RTS de consola no estiguin dissenyats amb aquest tipus d'interfície en ment des de zero, en lloc d'imitar" esquemes de control de PC "que no funcionen molt bé amb un comandament". Algunes consoles portàtils com Napoleon a la GBA utilitzen una solució similar.
No obstant això, diversos títols de consola del gènere van rebre una acollida positiva. La sèrie Pikmin, que va començar l'any 2001 per a GameCube, va rebre un milió de vendes. De la mateixa manera, Halo Wars, que va ser llançat el 2009 per a Xbox 360, va generar crítiques generalment positives, va aconseguir una mitjana del 82% de crítiques en llocs web agregats i va vendre més d'1 milió de còpies.
Segons IGN, el joc no té els conceptes tradicionals de RTS de recursos limitats i recol·lecció de recursos i no té múltiples edificis.

## Gràfics

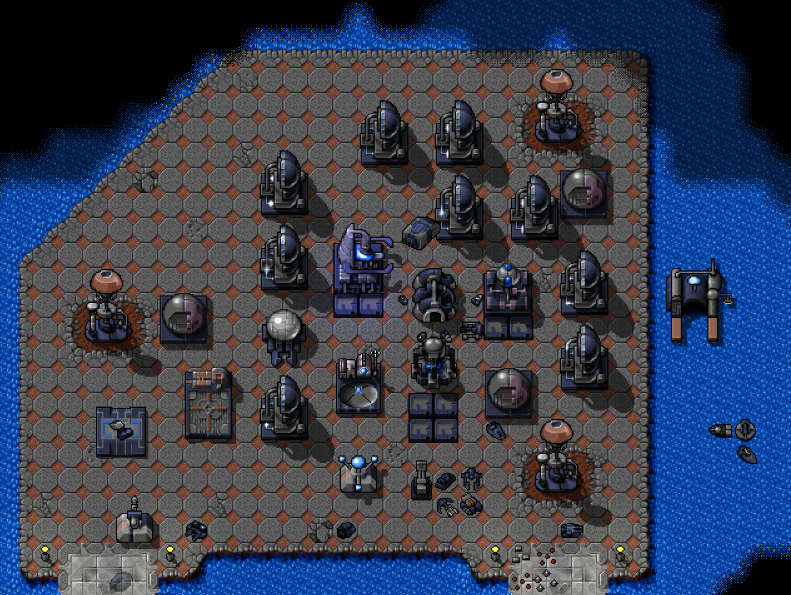
El projecte OpenHV utilitza gràfics de pixel art de 8 bits.

Total Annihilation (1997) va ser el primer joc d'estratègia en temps real que va utilitzar unitats, terreny i física realment en 3D tant en la representació com en el joc. Per exemple, els míssils de Total Annihilation viatgen en temps real a l'espai simulat en 3D, i poden perdre el seu objectiu passant per sobre o per sota d'ell. De la mateixa manera, les unitats armades amb míssils a Earth 2150 es troben en greu desavantatge quan l'oponent es troba en un terreny alt perquè els míssils sovint toquen el penya-segat, fins i tot en el cas que l'atacant sigui un helicòpter armat amb míssils. Homeworld, Warzone 2100 i Machines (tots llançats el 1999) van avançar en l'ús d'entorns totalment 3D en títols d'estratègia en temps real. En el cas de Homeworld, el joc està ambientat a l'espai, oferint un entorn 3D únic explotable en el qual totes les unitats es poden moure verticalment a més del pla horitzontal. No obstant això, el canvi gairebé a tot el sector al 3D complet va ser molt gradual i la majoria dels títols d'estratègia en temps real, incloses les primeres seqüeles de Command & Conquer, inicialment utilitzades isomètriques. Gràfics en 3D fets per rajoles 3D renderitzades prèviament. Només en anys posteriors aquests jocs van començar a utilitzar veritables gràfics i jocs en 3D, cosa que va permetre girar la vista del camp de batalla en temps real. Spring és un bon exemple de la transformació de simulacions de jocs semi-3D a 3D complets. Es tracta d'un projecte de codi obert que pretén oferir una experiència de joc a l'estil de Total Annihilation en tres dimensions. L'ús més ambiciós dels gràfics 3D complets es va realitzar a Supreme Commander, on tots els projectils, unitats i terreny es van simular en temps real, aprofitant al màxim la funció de zoom de la IU, que va permetre la navegació a l'estil cartogràfic de l'entorn 3D. Això va donar lloc a una sèrie d'elements de joc únics, que van quedar enfosquits per la manca de potència informàtica disponible el 2007, a la data de llançament.
Els desenvolupadors de jocs japonesos Nippon Ichi i Vanillaware van treballar junts en Grim Grimoire, un títol de PlayStation 2 llançat el 2007, que inclou gràfics animats en 2D dibuixats a mà.
A partir del 2010, els jocs d'estratègia en temps real van incorporar més habitualment motors físics, com ara Havok, per tal d'augmentar el realisme experimentat en el joc. Un joc d'estratègia modern en temps real que utilitza un motor físic és Age of Empires III d'Ensemble Studios, llançat el 18 d'octubre de 2005, que va utilitzar el Havok Game Dynamics SDK per alimentar la seva física en temps real. Company of Heroes és un altre joc d'estratègia en temps real que utilitza la física modelada de manera realista com a part del joc, inclosos els entorns totalment destructibles.

## Tornejos
S'han celebrat tornejos de RTS mundials tant per a StarCraft com per a Warcraft III des dels seus llançaments de 1998 i 2002. Els jocs han tingut tant d'èxit que alguns jugadors han guanyat més de 200.000 dòlars als Warcraft III World Championships. A més, cada any se celebren centenars de tornejos StarCraft II, ja que s'està convertint en una branca cada cop més popular dels e-sports. Els tornejos destacats inclouen MLG, GSL i Dreamhack. Els tornejos RTS són especialment populars a Corea del Sud.